# Отта, Йиндржих
Йиндржих Отта из Лозу (чеш. Jindřich Otta z Losu; 1541 — 21 июня 1621, Прага, Чешское королевство) — чешский аристократ. Примкнул к антигабсбургскому восстанию 1618 года, стал членом Директории, в 1619—1620 годах занимал должность бургграфа Карлштейна и королевского подкомория. После поражения был арестован и отдан под суд. Известно, что Отта отрицал обвинения в мятеже, заявляя, что только защищал привилегии Чешского королевства. Тем не менее он был приговорён к смерти; император Фердинанд II особым распоряжением заменил четвертование на простое отсечение головы. Отта был казнён на Староместской площади вместе с 26 своими товарищами. Очерёдность во время казни зависела от социального положения осуждённых, и Отту обезглавили седьмым в общем списке и четвёртым из рыцарей.
Йиндржих Отта был женат на Элишке из Вхиниц. В этом браке родилась дочь Катержина.
Имя Йиндржиха Отты выбито на мемориальной доске, которую установили на стене Староместской ратуши. О казни его и товарищей напоминают кресты на брусчатке Староместской площади.